# Dalibor Tureček
Dalibor Tureček (* 11. září 1957 Prachatice) je český literární historik a folklorista. Zabývá se hlavně literaturou a divadlem 19. století. Přednáší na Filozofické fakultě Jihočeské univerzity v Českých Budějovicích.

## Akademická dráha
V letech 1977-1981 studoval bohemistiku a dějiny na Filozofické fakultě brněnské univerzity (v současnosti Masarykova univerzita). V roce 1981 zde získal doktorát (PhDr.). Kandidátem věd (CSc.) se stal v roce 1989 s prací na téma „Fejeton Jana Nerudy“. V roce 1993 následovala habilitace na Filozofické fakultě Masarykovy univerzity. V roce 2003 byl jmenován univerzitním profesorem dějin české literatury na Jihočeské univerzitě v Českých Budějovicích. Jeho práce zahrnují kromě vlastního oboru také témata o česko-německých a česko-rakouských kulturních vztazích.

## Dílo
Česky vyšlo knižně (výběr):
- Ivan Olbracht a jižní Čechy (literárně historická studie; České Budějovice, Jihočeské nakladatelství, 1983)
- Česká literatura národního obrození (České Budějovice, Pedagogická fakulta Jihočeské univerzity, 1993 a 1995)
- Rozporuplná sounáležitost (německojazyčné kontexty obrozenského dramatu; Praha, Divadelní ústav, 2001)
- Hledání literárních dějin (s Vladimírem Papouškem, Praha - Litomyšl, Paseka, 2005)
- Fejeton Jana Nerudy (Praha, ARSCI, 2007)
- Karel Hynek Mácha 1810-2010. Dvě století české kultury s Máchou (s Veronikou Faktorovou, Praha, Památník národního písemnictví, 2010)
- Těžko temu kameni (Anna Kománková, zpěvačka z Javorníka na Horňácku, spolu s Lubomírem Tyllnerem; Praha, Etnologický ústav Akademie věd České republiky, 2008 a 2010)
- České literární romantično (s kolektivem, Brno Host, 2012)
- Český a slovenský literární parnasismus (s Alešem Hamanem a kol., Brno, Host 2015)
- Český a slovenský literární klasicismus (s Petrem Zajacem a kol, Brno, Host 2017)
- Sumář. Diskurzivita české literatury 19. století (Brno, Host 2018)